# 1291
Năm 1291 là một năm trong lịch Julius.

## Sự kiện
Ngày 1 tháng 8 năm 1291 Thụy Sĩ độc lập